# Route des Monastères de Valence

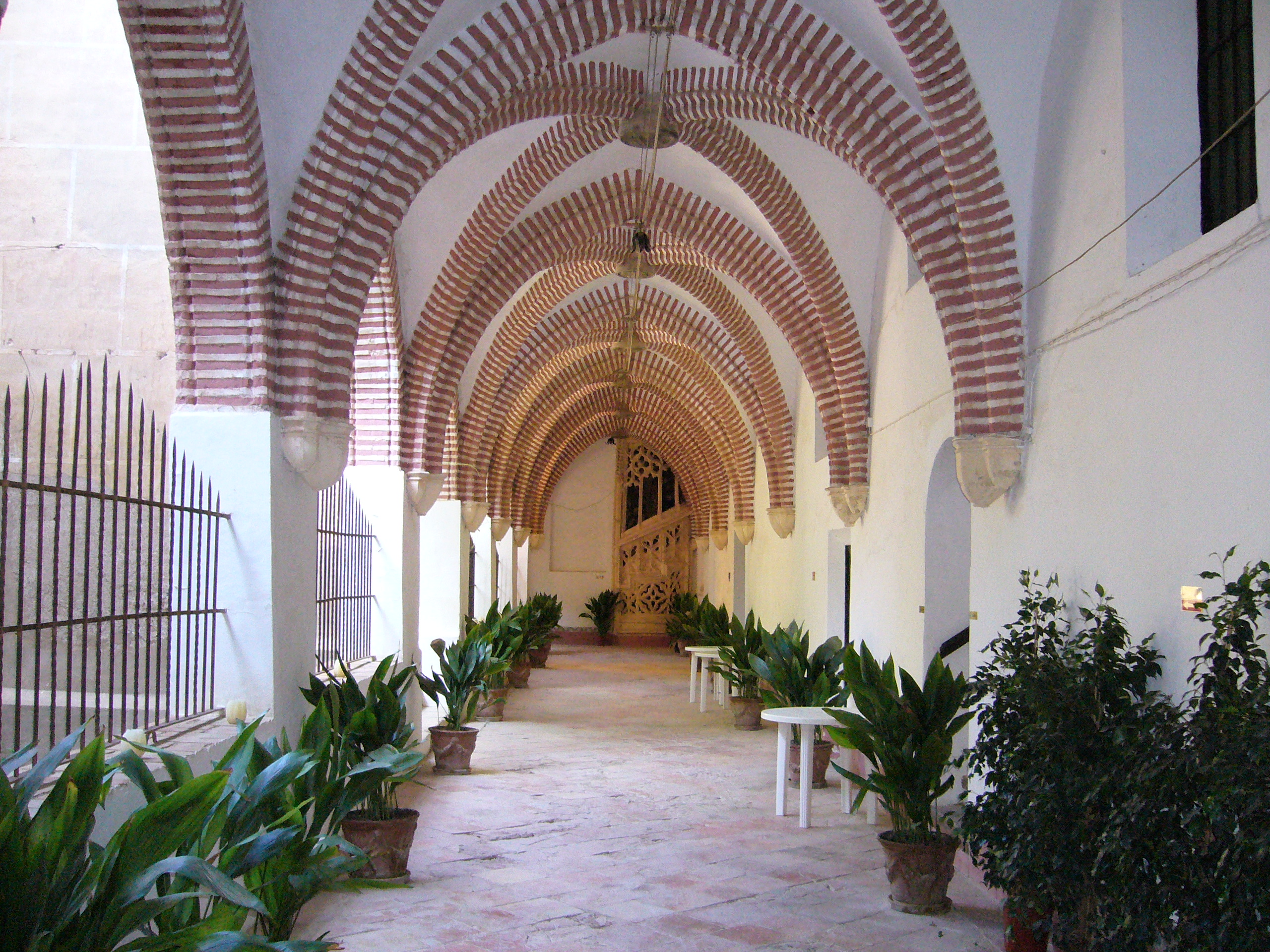
Cloître gothique-mudéjar du Monastère Saint-Jérôme de Cotalba, commencement de la Route des Monastères de Valence.

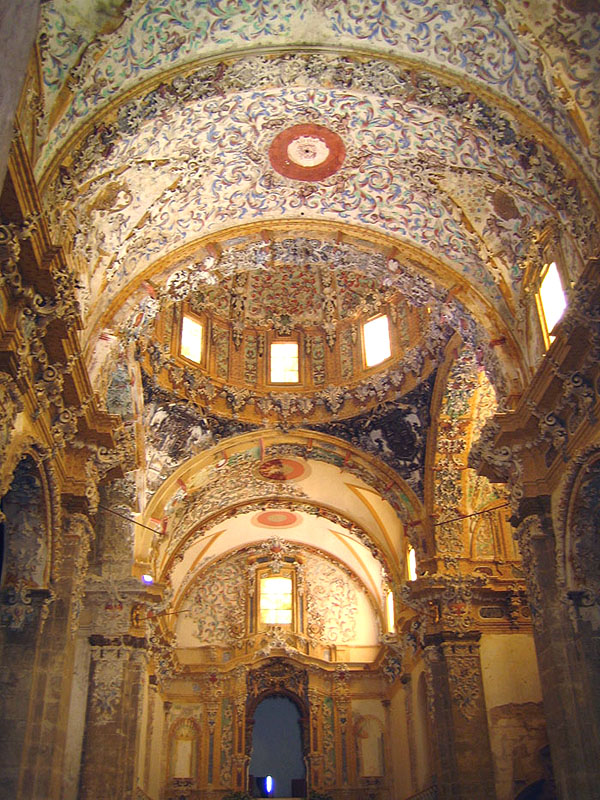
Monastère de Santa María de la Valldigna, Simat de la Valldigna.

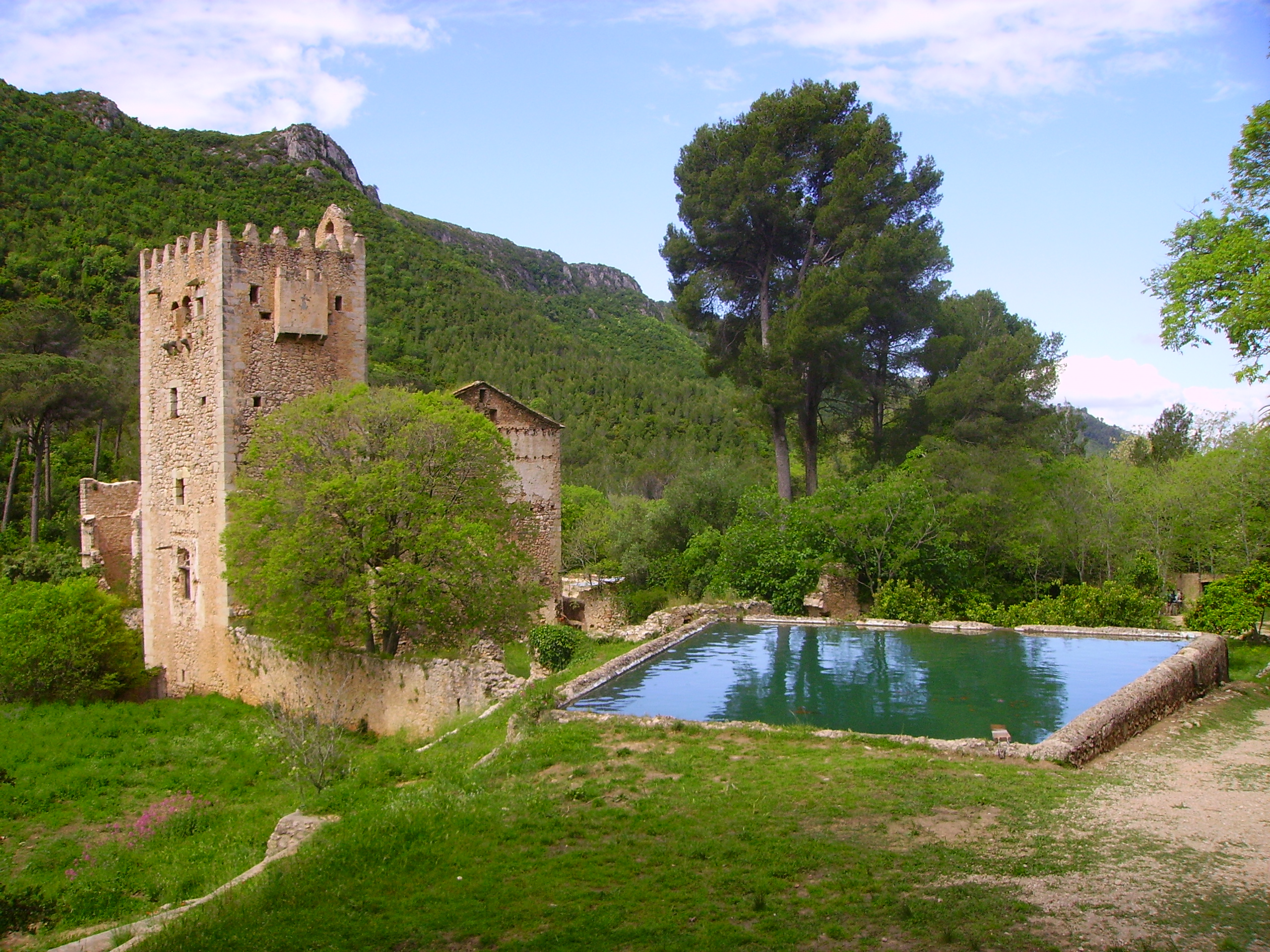
Monastère de la Murta, Alzira.

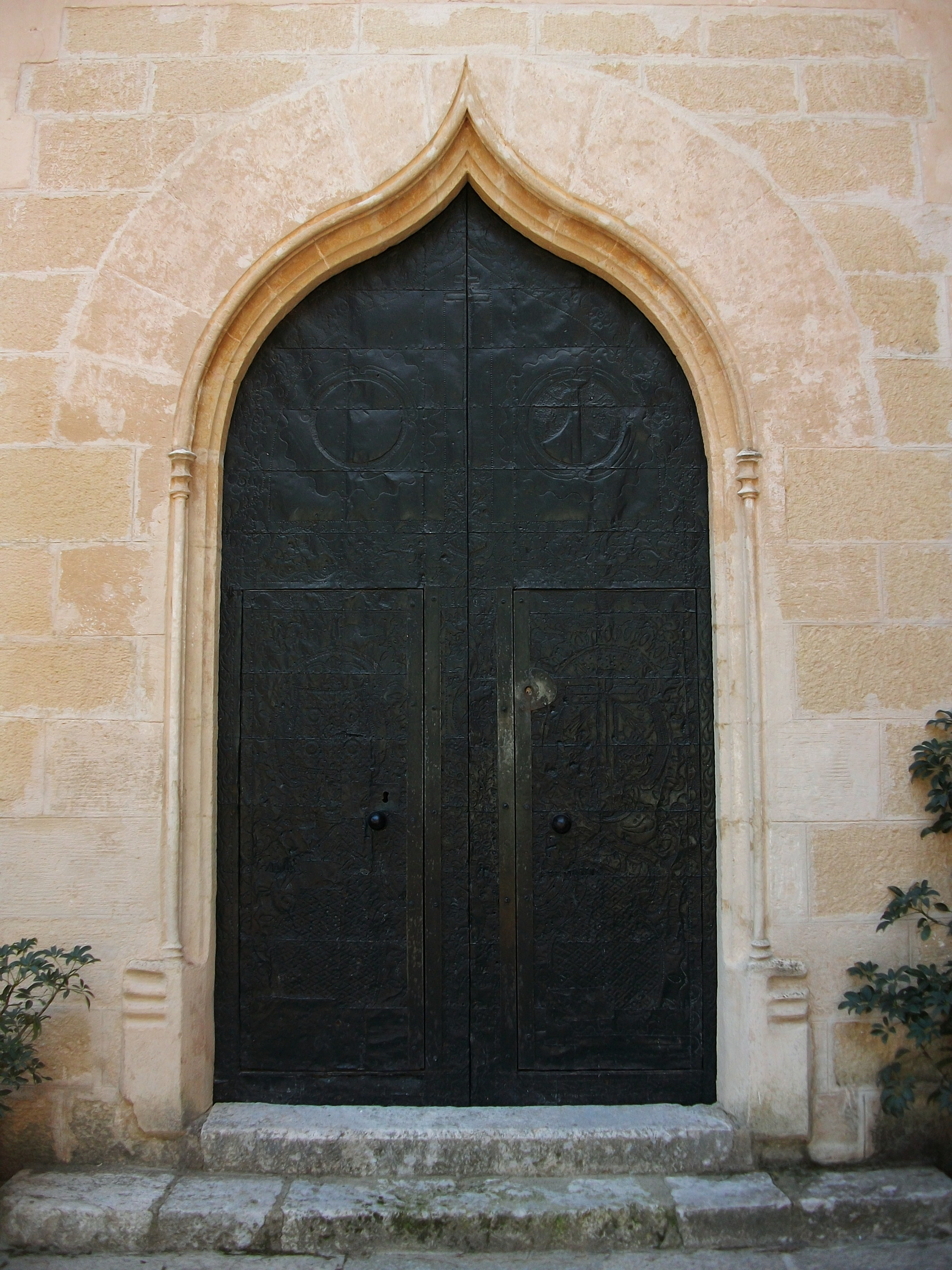
Monastère de Corpus Christi, à Luchente.

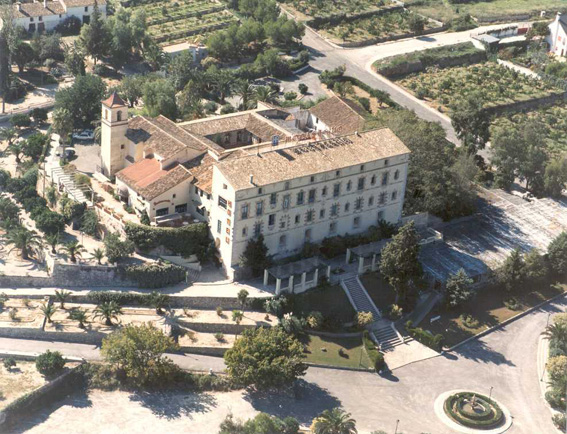
Monastère de Aguas Vivas, Carcaixent.

La Route des Monastères de Valence (GR 236) est une route religieuse, culturelle et touristique inaugurée en 2008,,
et unit cinq monastères; tous situés dans les secteurs centraux de la Communauté valencienne.

## Les Monastères
La route se compose de cinq étapes:
- 1 Monastère Saint-Jérôme de Cotalba, à Alfauir.
- 2 Monastère de Corpus Christi, à Luchente.
- 3 Monastère de Santa María de la Valldigna, à Simat de la Valldigna.
- 4 Monastère d'Aigües Vives, à Carcaixent.
- 5 Monastère de la Murta, à Alzira.

## Itinéraires
L'itinéraire peut être fait par le biais de quatre itinéraires spécifiques:
- À pied (GR-236).
- Voiture.
- Bicyclette (VTT).
- Équitation (IE-001).

### La Route à pied GR-236
| Identifiant | Dénomination                    | Voyage | Itinéraires                                        |
| ----------- | ------------------------------- | --- | -------------------------------------------------- |
| GR-236      | Route des Monastères de Valence | Gandia - Almoines - Beniarjó - Beniflá - Palma de Gandía - Monastère Saint-Jérôme de Cotalba - Rótova - Alfauir - Almiserat - Castillo de Vilella - Luchente - Monastère de Corpus Christi - Castillo de Xio - Pinet - Bárig - Simat de la Valldigna - Monastère de Santa María de la Valldigna - Benifairó de la Valldigna - Monastère de Aguas Vivas - La Barraca de Aguas Vivas - Monastère de la Murta - Alzira | - À pied - Voiture - Bicyclette (VTT) - Équitation |

La route a une distance de 90 km et commence à la gare de Gandia et se termine à la gare de Alzira pour relier dans le transport public. Dans ce parcours nous trouvons quatre routes différenciées. La première par route, destinée à accéder aux monastères avec des véhicules. Et la deuxième conditionnée pour la pratique du randonnées à pied par le sentier de grande randonnée GR-236. Le croquis à pied réfléchit par d'anciens chemins historiques d'origine médiévale comme le pas ce qui est pauvre, de voies d'élevage, chemins de montagne, chemins ruraux et anciennes voies de chemin de fer. La troisième est un parcours spécial pour des bicyclettes de montagne (VTT).

### La Route avec voiture
La route avec voiture a l'itinéraire suivant:
- 1 Monastère de Corpus Christi
- 2 Luchente
- 3 Benicolet
- 4 Monastère Saint-Jérôme de Cotalba
- 5 Gandia
- 6 Marchuquera
- 7 La Drova
- 8 Bárig
- 9 Simat de la Valldigna
- 10 Monastère de Santa María de la Valldigna
- 11 Monastère de Aguas Vivas
- 12 La Barraca de Aigües Vives
- 13 Alzira
- 14 Monastère de la Murta

### La Route avec bicyclette (VTT)
Concernant la disposition de l'itinéraire vélo de montagne (VTT), c'est la route circulaire de 123 km avec départ et retour dans la ville d'Alzira. Le long de la route entière a une signalisation spécifique et un chemin spécial adapté au VTT.

### La Route avec cheval IE-001
C'est le premier itinéraire homologué en Espagne par la Royal Fédération Équestre Espagnole (RFHE) et leur code est le IE-001. C'est la première route en Espagne et la seconde en Europe à être approuvé en tant qu'itinéraire équestre.
La route équestre commence au Monastère Saint-Jérôme de Cotalba situé à 8 km de Gandia. L'itinéraire équestre suit presque le même itinéraire que la route à pied, mais avec quelques modifications, conçues pour s'adapter mieux au passage des chevaux.